# Trenton (Michigan)
Trenton település az Amerikai Egyesült Államok Michigan államában, Wayne megyében. Lakosainak száma 18 544 fő (2020. április 1.).

## Népesség
A település népességének változása:
| Lakosok száma | 19 584 | 18 853 | 18 544 |
|               | 2000   | 2010   | 2020   |